# La Terre vue du ciel (livre)
Pour les articles homonymes, voir La Terre vue du ciel.
La Terre vue du ciel est un livre de photographies du photographe français Yann Arthus-Bertrand paru en 1999.
Composé de photographies aériennes représentant des paysages de la Terre pris depuis un hélicoptère, ce beau livre s'est avéré un best-seller : écoulé à 3,5 millions d'exemplaires en l'espace de dix ans, il s'agit du livre illustré le plus vendu de l'histoire. D'après Le Monde, de fait, « la beauté des images, la précision des textes, le prix attractif, en ont fait un livre historique ». L'auteur, qui avait hypothéqué sa maison pour pouvoir faire le livre, reconnaît d'ailleurs qu'il a changé sa vie, notamment parce qu'il lui a permis de toucher 6 millions d'euros de droits d'auteur avant impôts.